# Roupa
Roupa, também chamada de vestuário ou indumentária, é qualquer objeto usado para cobrir partes do corpo. Roupas são usadas por vários motivos. Roupas são usadas por questões sociais, culturais, ou por necessidade. Outros objetos que são carregados ao invés de serem vestidos sobre certas partes do corpo são chamadas de acessórios, como por exemplo, sombrinhas, bolsas e mochilas.
O uso de roupas é considerado na maior parte do mundo como parte do bom senso e da ética humana, guiado por valores sociais, sendo considerada indispensável pela maioria das pessoas, especialmente em lugares públicos. Os materiais utilizados para a confecção das roupas podem ser naturais, tais como algodão, seda ou couro, ou sintéticas, tais como acrílico, por exemplo.

## O uso de roupas
O tipo de roupas usadas por uma dada pessoa varia de região a região e de pessoa a pessoa, e também segundo a ocasião. Isto acontece basicamente porque:
- Diferentes roupas são usadas em diferentes ocasiões e lugares, como, por exemplo, trabalho, escola ou casa.
- Diferentes roupas são usadas em climas diferentes: por exemplo, no verão, usamos roupas mais leves e frescas.
- Diferentes crenças e opiniões, motivadas por religião ou por mera questão de conforto, influenciam a escolha de determinadas vestimentas.
- Diferentes materiais disponíveis para a fabricação de roupas. Estes materiais variam de região a região e produzem roupas com características diferentes. Com o advento da globalização, elas podem ser facilmente transportadas de um local a outro.
- Diferenças no modo de fabricação destas roupas. Na maioria dos países industrializados, pessoas compram roupas que já estão prontas para o uso. Mas, em países pouco industrializados ou menos desenvolvidos, ou em lugares isolados, pessoas fabricam suas próprias roupas em casa.
- Diferença no poder de compra das pessoas.

### Conforto e decoração
No dia a dia, a maioria das pessoas usa roupas que são confortáveis na sua opinião. Muitas pessoas também usam roupas que as fazem sentir atractivas aos olhos de outras pessoas. Mesmo roupas cujo principal objetivo é proteger, como roupas de chuva, são feitas em cores e estilos diferentes. Muitas pessoas aceitam mudanças frequentes em estilos de roupas porque elas querem sentir-se atractivas vestindo a mais nova tendência. Uma pessoa, por exemplo, pode parar de usar uma velha roupa, mesmo que esta esteja em ótimas condições. Ela o faz porque acredita que esta roupa não a faz tão atrativa quanto outro tipo mais novo de roupa.
Por outro lado, outras pessoas acreditam que é errado o uso de roupas para mera decoração, e que, em vez da vaidade, pessoas deveriam importar-se com problemas maiores. Membros do grupo religioso amish pensam desta maneira. Homens deste grupo vestem simples roupas pretas e as mulheres, vestidos longos e simples.

### Questões culturais

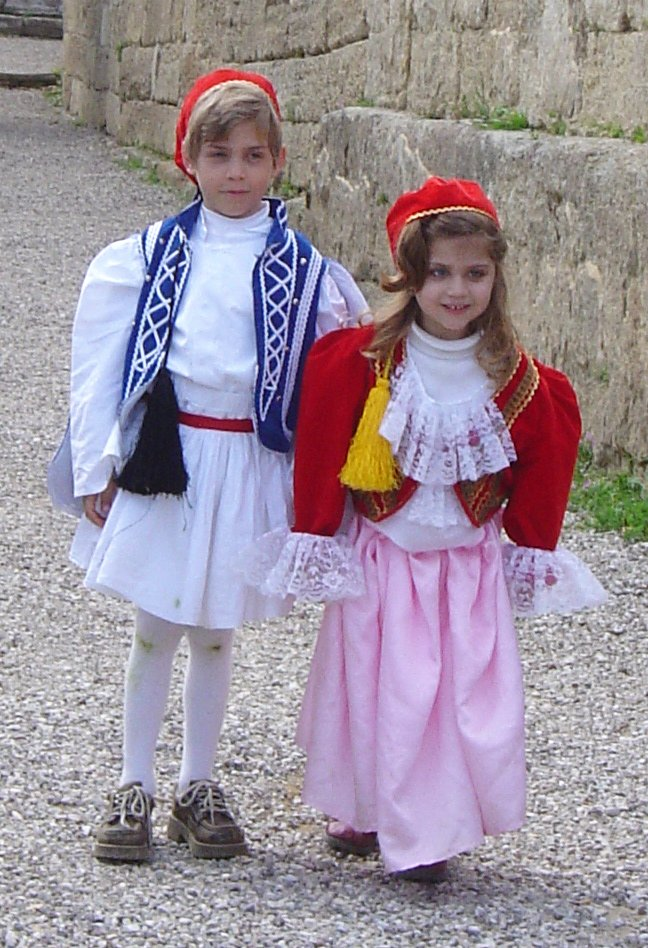
Duas crianças gregas, em roupas típicas.

Ao longo da história, diferentes civilizações vestiram roupas mais por motivos culturais, como decoração ou ornamentos, do que por necessidade. Em sua viagem em torno do mundo, Charles Darwin, na Terra do Fogo, Argentina, notou que certos nativos da região cobriam sua pele apenas com uma fina camada de tinta, mais uma pequena pele de animal na parte superior do corpo. Isto contrastava com o clima da região, frio e instável. Tais pessoas usavam tais roupas por motivos culturais e não por necessidade.
Antigamente, o tipo de roupa usada era diferente em culturas diferentes, e era parte dessa cultura, passada de geração a geração. Mesmo atualmente, e na maioria das sociedades, incluindo a sociedade ocidental, roupas são usadas devido a alguma influência social e cultural. Apesar disso, com o advento da globalização, as roupas tradicionais ficaram cada vez mais esquecidas, sendo que cada vez mais pessoas usam roupas por questões de conforto ou necessidade. Por exemplo, muitas pessoas usam camisas porque elas são confortáveis, simples de usar e duradouras. Alguns exemplos conhecidos de roupas tradicionais que fazem parte da sociedade ocidental incluem o vestido de noiva branco, ou a cor preta em funerais.
Muitas pessoas vestem um certo estilo de roupas buscando serem aceitas por um grupo social. Isto acontece especialmente entre os adolescentes. Os membros destes grupos sociais, compostos de pessoas que possuem certos gostos em comum, tendem a se vestir de maneira similar. Muitos desses adolescentes buscam se vestir igual ou de modo parecido a seus ídolos, como, por exemplo, cantores famosos. No Japão, por exemplo, vários adolescentes gostam de vestir-se da mesma maneira que personagens de mangás famosos.
Outras pessoas usam roupas como um modo de protesto, como a novelista Amandine Dupin (que usava roupas masculinas), os integrantes da contracultura da década de 1960 e também os punks. Inscrições, palavras ou frases podem aumentar o poder de choque destas maneiras de protesto. Roupas também podem ser usadas como meios de propaganda.

### Necessidade, praticidade e/ou identificação
Pessoas também usam roupas por necessidade. Médicos e enfermeiros usam roupas como uma medida de proteção leve contra micro-organismos, por exemplo. Pessoas que lidam com materiais radioativos usam roupas de proteção especiais, que cobrem todo o corpo, de modo a proteger a pessoa de perigosos raios eletromagnéticos. Soldados usam roupas que buscam proteger o usuário, através da camuflagem. Nadadores usam pouca roupa, porque roupas possuem pouca praticidade dentro da água.
Roupas usadas em certos ambientes da sociedade são padronizadas, para facilitar a identificação de seus usuários e sua ocupação. Por exemplo, crianças em muitas escolas usam uniformes para identificação da escola onde elas estudam. Pessoas trabalhando como tripulantes de uma linha aérea usam uniformes fornecidos por tais companhias. Jogadores de um time esportivo (por exemplo, um time de futebol) usam um uniforme padrão que identificam os jogadores e os diferenciam dos jogadores de outros times. Outros exemplos são movimentos e grupos sociais.
O tipo de roupa usada varia com as temperaturas da região, especialmente com respeito à temperatura. Temperaturas muito baixas requerem roupas pesadas que ajudam a isolar ou reter o calor de uma pessoa, enquanto em regiões quentes, roupas leves como camisa, top e bermuda são largamente usadas. Outras atividades que elevam a temperatura do corpo humano, como exercícios, pedem roupas leves e que ajudam o suor a evaporar são indicadas, por questões de praticidade.

### Statussocial
Desde os primórdios da história, pessoas usaram roupas para indicar status social, riqueza e relacionamentos. Pessoas de altas classes constantemente usavam, e continuam a usar, roupas elaboradas e complexas, bem como outros apetrechos como joias, para indicar riqueza. Pessoas casadas, muitas vezes, usam anéis de casamento como símbolos de fidelidade. Muitas mulheres muçulmanas fazem uso do hijab, indicando status de mulheres respeitáveis.

## História

### Pré-história
Não se sabe ao certo quando que o uso de roupas por parte do ser humano começou. Mas acredita-se que o uso de roupas por parte do homem começou e se espalhou provavelmente para providenciar proteção contra fatores naturais e por aparência. Um caçador pré-histórico poderia usar a pele de um urso para mantê-lo quente e/ou como um sinal de força, bravura e habilidade como caçador. Ralf Kittler, Manfred Kayser e Mark Stoneking, antropólogos do Max Planck Institute for Evolutionary Anthropology, conduziram uma análise genética de espécies de piolhos que possuem preferência pela relativamente escassa pelagem do corpo humano (ao invés da pelagem do couro cabeludo). Tais espécies teriam se originado há cerca de 107 mil anos. Como a pelagem da maior parte dos humanos é relativamente escassa e piolhos requerem pelagem para sobreviverem, estima-se que o uso de roupas por parte dos humanos tenha se iniciado por volta do mesmo período. Observando que as roupas deste período se resumem a peles de animais, que, no geral, possuem uma grossa pelagem. No entanto, um segundo grupo de pesquisadores utilizou métodos genéticos similares e estimaram que tais espécies de piolhos surgiram há 540 mil anos atrás.
Na Rússia, em 1988, Arqueólogos identificaram agulhas primitivas, feitas com ossos e marfim, que foram feitas há mais de 30 mil anos. Acredita-se que ao final da Idade da Pedra, há 25 mil anos, o uso de roupas já fosse corrente e que a técnica de fabricação de fios já tivesse sido dominada, usando pelos de animais como a ovelha ou fiapos de certas plantas como o algodão. Técnicas na produção de roupas melhoraram gradualmente com o passar do tempo, permitindo, eventualmente, conectar pedaços de pele entre si e, assim, formar peças de roupas mais elaboradas.

### Antiguidade

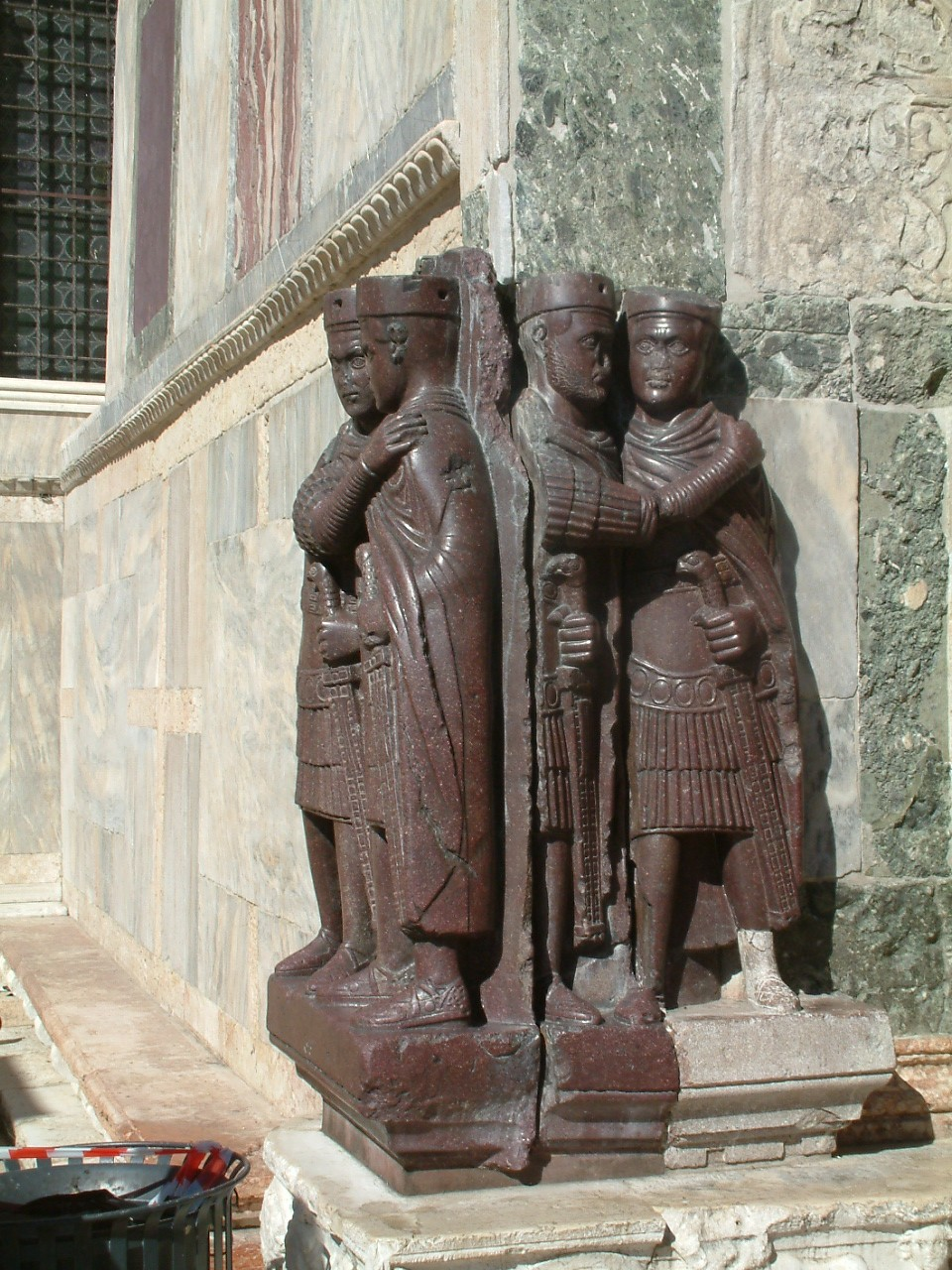
Estátuas fornecem valiosas pistas sobre o vestuário de povos antigos.

Muito do que sabemos sobre estilos de roupas desde o início da antiguidade, que começou há cinco mil anos atrás, e durou até 400 a.C., vem de desenhos inscritos e pintura em vasos e em paredes, bem como de estátuas. Ao contrário de joias, que tendem a durar por um bom tempo, visto que são feitas de materiais inorgânicos, poucas roupas da época resistiram aos rigores do tempo. Mesmo assim, algumas peças de roupas resistiram, sob condições especiais, como sob climas muito secos, por exemplo.
Mesmo os desenhos foram lentamente desgastados com o tempo. As cores de tais desenhos e estátuas, ao longo do tempo, foram desgastando-se, dando uma aparência branca ou amarelada para tais itens (enquanto a oxidação dos pigmentos rochosos sedimentares minerais, por exemplo, fizeram o avermelhado das pinturas egípcias escurecerem a tons sub-vermelhos no mesmo padrão de necrose das hemácias expostas ao ar oxidante da baixa troposfera de alta pressão). Se, por um lado alguns povos realmente usavam roupas brancas, como os egípcios, outros, muito provavelmente, usaram roupas de outras cores, o que exige, de especialistas, cuidados especiais.
No Egito antigo, poucas pessoas usavam roupas: apenas famílias de alta classe, e mesmo assim, apenas adultos. Roupas indicavam riqueza. Muitas crianças e escravos não usavam nenhuma roupa. Nos tempos primordiais do império, os homens vestiam um tipo de tecido que envolvia o quadril como se fosse uma fralda, ou uma curta saia, e as mulheres, um tipo de vestido, atado às costas e que deixava os seios à mostra. Lentamente, os homens passaram a vestir saias cada vez mais compridas, e os vestidos das mulheres passaram a cobrir os seios. Depois, ambos os homens e as mulheres passaram a usar um tipo de roupa parecido com um hobby, peças retangulares de tecido, com um buraco no meio para a cabeça. Alguns poucos egípcios calçavam sandálias, mas a maioria andava descalças.
Os persas foram um dos primeiros povos a cortar e ajustar medidas das roupas, em vez de simplesmente vestir pedaços de tecidos. Historiadores acreditam que os persas vestiam roupas que tinham boas medidas (ao contrário dos egípcios) porque isto proporcionava conforto, bem como facilitavam a caça. Os homens persas vestiam calças que se ajustavam firmemente às pernas e túnicas e casacos. As mulheres vestiam-se de maneira similar aos homens. Calçados eram parte do vestuário normal. Este tipo de vestuário depois iria desenvolver-se na Europa ocidental, substituído as túnicas e casacos tradicionais dos gregos e romanos, na Idade Média.

### Idade Média
Com o fim do Império Romano, a Europa Ocidental começou a desenvolver-se independentemente do que restava do Império, o Império Romano do Oriente (ou Império Bizantino). Os bizantinos da classe alta vestiam túnicas bem decoradas. Tais túnicas eram feitas de algodão e fiapos de ouro, e usavam pérolas e pedras preciosas como decorações. Pessoas de classes mais baixas vestiam túnicas simples. Os imperadores e pessoas da corte usavam também um tipo de manta sobre suas túnicas. Posteriormente, o imperador e a imperatriz passaram a usar um longo tecido em volta dos seus pescoços, como um cachecol, e nobres passaram a usar longas e firmes meia-calças.
Os estilos usados no Império Bizantino influenciavam pesadamente a moda na Europa Ocidental. Pessoas da nobreza europeia passaram a usar roupas cada vez mais complicadas e complexas do que as usuais roupas simples de TNT, pelos e couro. Geralmente as pessoas faziam suas roupas em casa, como sempre fora feito. Mas à medida que as cidades cresciam, pequenas lojas especializadas na fabricação de roupas surgiam. Muito das roupas, então, passaram a ser confecionadas por artesãos. À medida que os artesãos tornavam-se mais habilidosos, a qualidade da roupa crescia. Eles passaram a cortar, ajustar e decorar as roupas que fabricavam, cada vez mais elaborados. Posteriormente, tais roupas passaram a serem feitas de seda, importadas do Extremo Oriente.
Pessoas de classes inferiores vestiam túnicas simples e mantos retangulares. Posterior e lentamente, tais foram substituídas por roupas feitas de acordo com as medidas de cada pessoa. A túnica das mulheres desenvolveu-se num vestido que era firmemente atado na parte superior do corpo. Os homens passaram a usar mangas por baixo de suas túnicas e meias.

### Renascimento

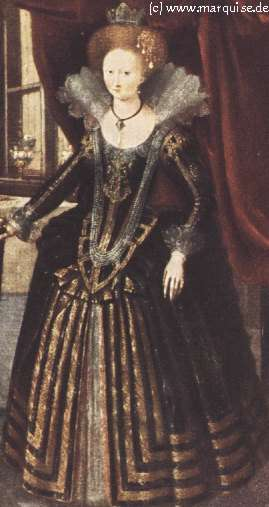
Um vestido típico do início do século XVII.

O advento do Renascimento, no século XIV trouxe mudanças no cenário Europeu. As cidades cresciam, o número de comerciantes e artesãos especializados na produção de roupas aumentou, e, com a queda do Império Bizantino, a Europa Ocidental tomaria a liderança na produção de estilos e tendência aplicados à produção de roupas.
Homens passaram a usar roupas mais pesadas na parte superior do corpo. Uma vestimenta masculina típica da época, especialmente entre a nobreza, era um tipo de jaqueta pesada, com uma saia que ficava na região das pernas, até os joelhos. Homens também usavam sapatos cujas pontas ficavam para cima, e dispunham de uma grande variedade de chapéus. Já as mulheres da nobreza passaram a usar altos chapéus, e vestidos floridos e decorados. Os vestidos passaram a ser firmemente atados ao busto. Homens de classes inferiores usavam blusas e calças justas e simples, e as mulheres usavam vestidos simples.
Uma das principais influências na moda europeia, no século XVI foi a corte espanhola. Uma das principais tendências por parte dos membros da corte era o uso de grandes colarinhos no pescoço, que ficou em uso por aproximadamente dois séculos. No século XVII, os franceses passaram a dominar a moda na Europa, e roupas usadas pelos nobres franceses eram rapidamente copiadas por outros países (com a exceção da Espanha).
Por outro lado, os puritanos que viviam no Reino Unido, e que teriam vital importância na colonização dos Estados Unidos, não se importavam muito com estilos e tendências, tendo preferência por roupas simples. Os homens mantinham seus cabelos curtos - à época, homens com cabelos normais eram comuns e bem vistos - e usavam calças e roupas simples. As mulheres usavam vestidos longos e simples.

### Revolução Industrial
A Revolução Industrial, que começara no Reino Unido no século XIX, revolucionou totalmente os meios de fabricação de roupas. Até então, os tecidos e as roupas eram produzidos manualmente, e por meios artesanais. A criação da spinning jenny, em 1764, pelo britânico James Hargreaves, e, posteriormente, da spinning mule, uma derivada da spinning jenny, em 1798, pelo britânico Samuel Crampton, foram uma das bases da Revolução Industrial. A spinning mule era capaz de fabricar tanto tecido quanto 200 pessoas, usando algumas poucas pessoas como mão de obra. Em 1780, Edmund Cartwright criou uma derivada capaz de se alimentar de uma turbina a vapor. Com tais máquinas disponíveis, fabricantes de roupas industrializadas vendiam roupas a baixos preços. A produção de roupas, ao menos nas grandes cidades, tornara-se quase completamente industrializada. Antigos artesãos que antes lucravam, faliram, e muitas pessoas pararam de fabricar suas roupas em casa.
A moda passou a mudar mais e mais frequentemente, mas apenas as pessoas ricas podiam se dar ao luxo de adquirir a última tendência da moda. Os franceses continuaram a ditar a moda na Europa até o início da Revolução Francesa, no final do século XVIII, quando a Inglaterra assumiu a dianteira, até o final da Revolução, quando a França retomou a liderança no cenário da moda europeia. Dado ao status de riqueza e poder de roupas complexas e elaboradas, ao longo da Revolução, muitos nobres passaram a usar roupas simples, com o medo de serem capturados pelos revolucionários, que os teriam guilhotinado.
Ao longo do século XIX, a industrialização na produção de roupas e tecidos espalhou-se para outros cantos do mundo. A indústria têxtil ficou firmemente estabelecida nos Estados Unidos, França, e, posteriormente, na Alemanha e no Japão. No último, roupas ocidentais lentamente substituíam roupas tradicionais. Porém, muitas pessoas ainda preferiam usar roupas feitas por um artesão, quando podiam pagar por ela. Outras pessoas, especialmente aquelas em lugares isolados, continuaram a fabricar tecidos e roupas em casa.
Gradualmente, ao longo do século XIX, as roupas passaram a ficar mais simples e leves. Camisas, saias (que eram para serem usadas juntas) e calcinhas foram criadas na década de 1870, e logo tornaram-se uma tendência entre mulheres da classe trabalhadora. Jeans passaram a ser usados por mineradores, fazendeiros e cowboys nos Estados Unidos.

### Século XX

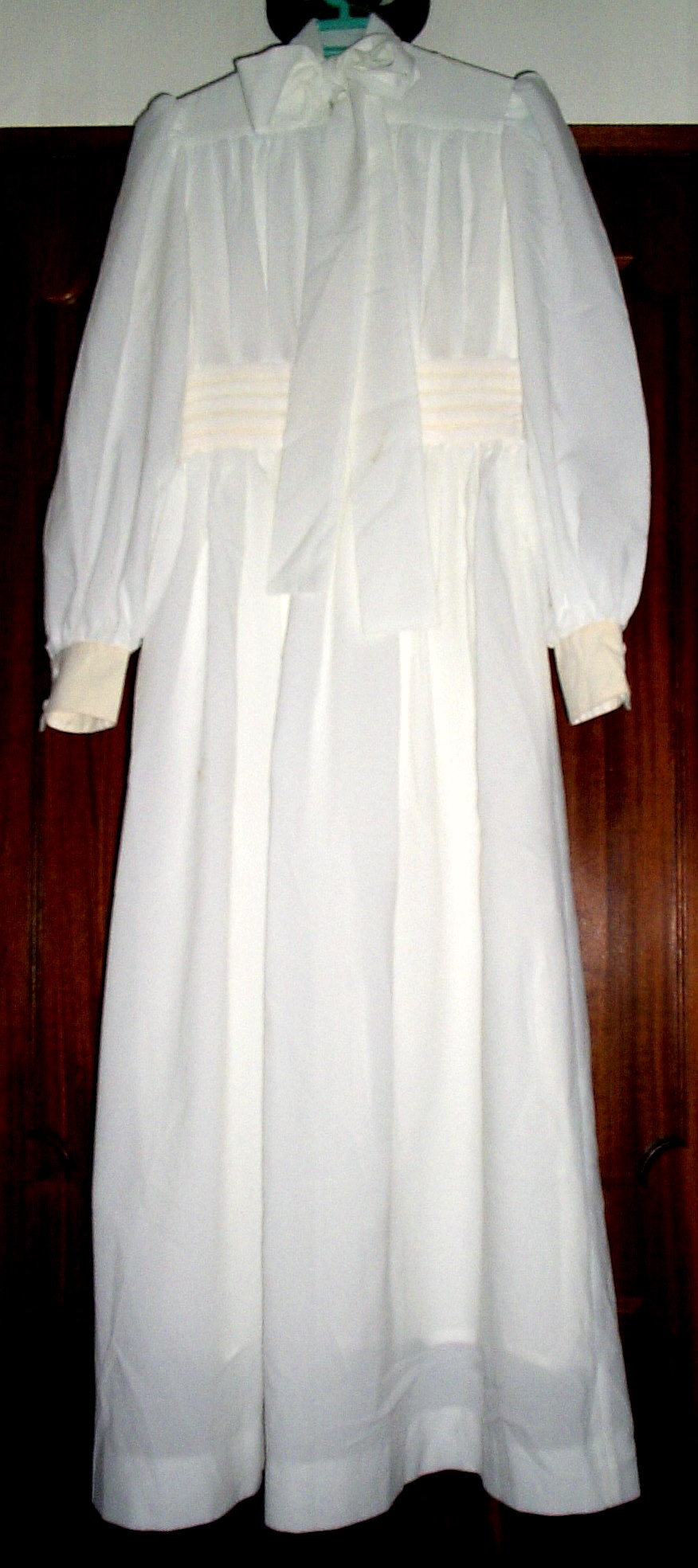
Vestido de noiva, meados da década de 1970.

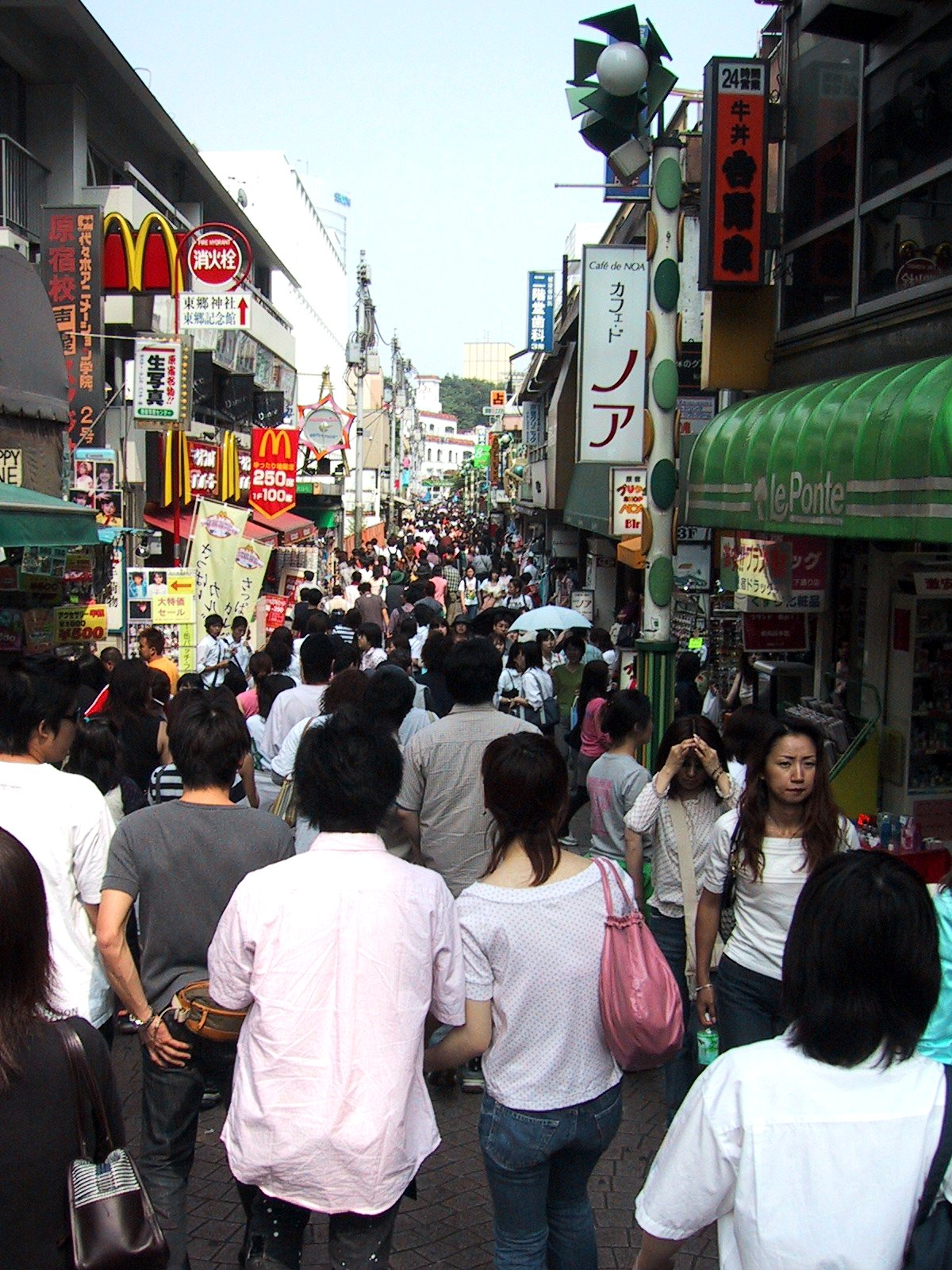
Muitas das roupas criadas nos Estados Unidos e na Europa popularizaram-se mundialmente. Aqui, pessoas numa rua japonesa, todas usando roupas ocidentais.

No século XX, métodos cada vez melhores na produção industrializada de roupas levaram ao surgimento de várias grandes companhias nos Estados Unidos. Tais roupas eram produzidas em massa, e já estavam prontas para serem usadas. Homens e mulheres tinham acesso a roupas baratas. Isto permitiu que a moda feminina variasse mais do que nunca. Mas roupas masculinas mudaram pouco até a década de 1950.
As mulheres usavam saias longas até 1910. Elas eram firmes embaixo, permitindo pouca liberdade de movimento para a usuária. Com a Primeira Guerra Mundial, que fez com que todo material que pudesse ser economizado fosse economizado, as saias tornaram-se mais curtas e flexíveis. Na 1930, as saias tornaram-se mais largas para ficarem mais curtas novamente com o advento da Segunda Guerra Mundial, que além disso obrigou as pessoas a escolherem roupas melhores para andar de bicicleta, uma vez que o racionamento de gasolina diminuiu a quantidade de automóveis em circulação, e assim o short e a saia-calça ganharam espaço. Livres dos espartilhos que foram frequentemente usados até o final do século XIX, as mulheres ainda usavam grandes vestidos, muito foram populares na década de 1920. Nesta década também fora inventado o sutiã. Na década de 1940, calças ficaram populares entre as mulheres e a silhueta do final dos anos 30, em estilo militar, manteve-se até o final dos conflitos. Na década de 1950, por sua vez, os jeans passaram a ser cada vez mais usados por adolescentes, e a camisa, anteriormente considerada uma roupa interior, estava tornando-se cada vez mais popular entre os homens. Ambos, jeans e camisas, criadas nos Estados Unidos, popularizaram-se mundialmente desde então.
A mídia passou a criar novas tendências a partir da década de 1950, com a popularização da televisão e do cinema. A camisola foi uma roupa criada pela mídia. A variedade de roupas aumentou desde então, tanto para homens quanto para mulheres. Exemplos desta variedade incluem roupas de todas as cores, com inscrições, palavras de protesto. A minissaia foi criada na década de 1960, e roupas esportivas tornaram-se populares na 1980.

### O futuro
- Materiais sintéticos como nylon, poliéster e lycra já são bastante usados para produzir roupas atualmente. Outros tipos de fibras sintéticas podem ser desenvolvidos, possivelmente usando nanotecnologia. Por exemplo, uniformes militares poderão endurecer se atingidos por balas, filtrar elementos químicos perigosos e tratar ferimentos.
- "Roupas inteligentes" poderão incorporar produtos eletrônicos, como pequenos computadores, sensores médicos, etc.
- O laser poderá ser usado para tomar as medidas de um cliente, e um computador desenhará um rascunho, onde o cliente poderá fazer algumas escolhas como cor, tecido etc.

Podemos concluir que cada região tem o seu jeito de se vestir devido a sua cultura.

## Confecção
Roupas podem ser produzidas usando uma grande variedade de produtos naturais ou artificiais. Os materiais naturais incluem pele, couro, ou fios naturais como aqueles encontrados no algodão ou em ovelhas. Materiais artificiais incluem nylon, poliéster e lycra. Pele é atualmente mais usado para fazer casacos, enquanto couro é usado para fazer sapatos. A grande maioria das roupas usa tecidos feitos de algodão ou poliéster.
Algodão, lã e seda são fibras naturais bastante usadas em roupas. Elas são longas, macias e flexíveis, permitindo a fácil criação de tecidos. A leveza do algodão a faz bastante popular para a produção de roupas, enquanto seda possui grande maciez e lã, um pouco mais pesada, proporciona calor.
Materiais sintéticos, a maioria, derivados de petróleo, possuem vantagens e desvantagens em relação a materiais naturais. Materiais artificiais são geralmente mais resistentes, mas, em contrapartida, podem irritar a pele de certas pessoas. Muitas roupas usam uma combinação de materiais naturais e artificiais, e, assim, o tecido resultante possui as características de ambos os tecidos usados na confecção.

### Fabricação
Após receberem uma encomenda, a fabricante de roupas fabrica as roupas encomendadas, quase sempre em diferentes tamanhos, para que possam ser usadas por pessoas de estatura diferentes. Os fabricantes encomendam grandes rolos de tecido, que são inspecionados. Trabalhadores fazem o trabalho de produzir as roupas, com a ajuda de máquinas especiais, que aplainam, cortam e colam todo o material. Uma vez prontas, elas são enviadas aos clientes, via distribuidoras.
Muitos países como Brasil, Canadá, e Estados Unidos exigem por parte dos fabricantes a presença de uma etiqueta indicando local de fabricação (exemplo: Feito no Brasil, Made in China) e os materiais usados (exemplo: 95% algodão, 5% poliéster). Nos Estados Unidos e no Canadá, leis proíbem o uso de materiais que pegam fogo com facilidade para a fabricação de roupas, com o intuito de proteger os usuários, bem como exigem das companhias a procedência do material usado (exemplo: este material contém tecido de segunda mão).

### Desenho
A maior parte das roupas usadas no mundo ocidental atualmente é produzida em massa por empresas especializadas. Estas roupas estão prontas para uso imediatamente após sua fabricação. O primeiro estágio na confecção de roupas é o desenvolvimento, o que normalmente é chamado de design. Estão envolvidos estilistas, modelistas, designers gráficos, definindo materiais, aviamentos, cores, estampas, modelos e desenhos num processo de intensa confecção e correção de peças chamadas "piloto", até a aprovação da peça por completo. Os confeccionistas precisam produzir roupas capazes de conquistar a satisfação de possíveis clientes, em especial, as mulheres. Por isso, faz-se cada vez mais necessário conhecimento na área de administração e marketing. Os principais centros de desenho de roupas do mundo são Nova Iorque, Milão e Paris.

## Manutenção

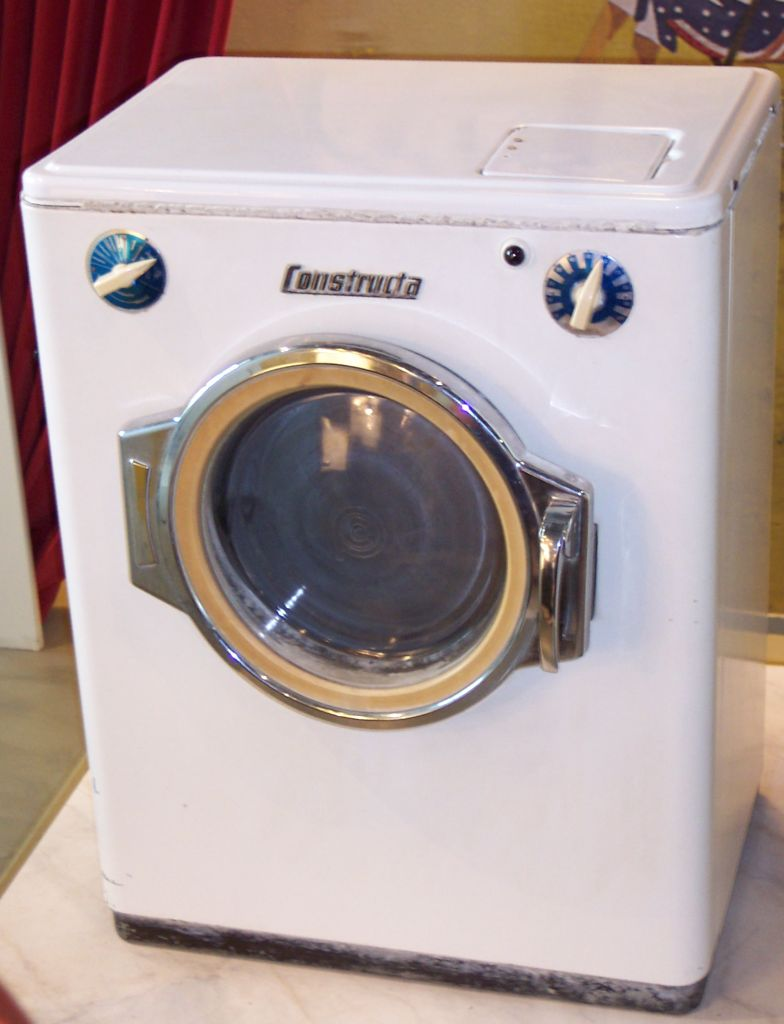
Uma máquina de lavar roupa.

Uma vez em uso, as roupas sofrem ataques tanto por dentro quanto por fora. Células mortas, secreções oleosas, suor, bem como urina e fezes, desgastam a roupa por dentro, enquanto luz solar, fricção, poeira, sujeira, entre outros agentes externos, desgastam a roupa por fora. Se não são lavadas, cheiram mal, têm uma aparência desgastada, podem ser fontes de doenças. Roupas perdem funcionalidade quando perdem botões ou zíperes falham. Em alguns casos, pessoas simplesmente usam roupas até que elas fiquem sem condições de uso.
A manutenção de roupas é feita através de lavagem, e, quando necessário, de costura. No passado o processo de lavagem era totalmente manual, um processo dispendioso e cansativo que levava horas. Mas no século XX, a invenção de máquinas capazes de lavar e secar uma grande quantidade de roupas tornou a manutenção regular de roupas uma tarefa relativamente fácil. O reparo de roupas através da costura também tem diminuído por causa dos preços baixos das roupas novas [carece de fontes?]. Mas oficinas de costura ainda podem substituir zíperes estragados e consertar rasgos e outros problemas.